# Mohammad Aram Tab
Mohammad Amin Aram Tab (tiếng Ba Tư: محمدامین آرام طبع) là một cầu thủ bóng đá người Iran là một hậu vệ bóng đá người Iran, hiện tại thi đấu cho Esteghlal Khuzestan ở Iran Pro League.

## Sự nghiệp câu lạc bộ
Aram Tab gia nhập Saba Qom năm 2012 sau khi trải qua mùa giải trước tại Aluminium Hormozgan.
| Thành tích câu lạc bộ | Thành tích câu lạc bộ | Thành tích câu lạc bộ | Giải vô địch | Giải vô địch | Cúp       | Cúp       | Châu lục | Châu lục  | Tổng cộng | Tổng cộng |
| Mùa giải              | Câu lạc bộ            | Giải vô địch          | Số trận      | Bàn thắng    | Số trận   | Bàn thắng | Số trận  | Bàn thắng | Số trận   | Bàn thắng |
| Iran                  | Iran                  | Iran                  | Giải vô địch | Giải vô địch | Cúp Hazfi | Cúp Hazfi | Châu Á   | Châu Á    | Tổng cộng | Tổng cộng |
| --------------------- | --------------------- | --------------------- | ------------ | ------------ | --------- | --------- | -------- | --------- | --------- | --------- |
| 2010–11               | Nassaji Mazandaran    | Azadegan League       | 20           | 1            |           |           | -        | -         |           |           |
| 2010–11               | Aluminium Hormozgan   | Azadegan League       | 24           | 0            |           |           | -        | -         |           |           |
| 2012–13               | Saba Qom              | Persian Gulf Cup      | 1            | 0            | 0         | 0         | 0        | 0         | 1         | 0         |
| Tổng cộng sự nghiệp   | Tổng cộng sự nghiệp   | Tổng cộng sự nghiệp   | 45           | 1            |           |           | 0        | 0         |           |           |

## Danh hiệu

### Câu lạc bộ
Aluminium Hormozgan
- Azadegan League (1): 2011–12

Persepolis
- Persian Gulf Pro League (1): 2016–17